# Trathala hapaliae
Trathala hapaliae là một loài tò vò trong họ Ichneumonidae.